# Cymaria
Cymaria es un género  de plantas fanerógamas perteneciente a la familia Lamiaceae. Es originario de las regiones tropicales de Asia y China. Comprende 4 especies descritas y de estas, solo 2 aceptadas.

## Taxonomía
El género fue descrito por George Bentham y publicado en  Edwards's Botanical Register 15: , pl. 1292. 1829. La especie tipo no ha sido designada. 

## Especies aceptadas
A continuación se brinda un listado de las especies del género Cymaria aceptadas hasta septiembre de 2014, ordenadas alfabéticamente. Para cada una se indica el nombre binomial seguido del autor, abreviado según las convenciones y usos.	
- Cymaria dichotoma Benth.
- Cymaria elongata Benth.